# Мадагаскарский плоскохвостый геккон
Мадагаскарский плоскохвостый геккон (лат. Uroplatus fimbriatus) — геккон из рода плоскохвостых мадагаскарских гекконов. Самый крупный и известный вид рода.

## Описание

### Внешний вид
Достигает 25 см в длину, из которых примерно треть составляет хвост, отороченный широкой складкой кожи. Кожные бахромчатые выросты имеются также по сторонам головы и тела и на наружной стороне конечностей. Окраска очень изменчива. Коричневато-серая или желтовато-бурая с неясным узором под цвет коры дерева в дневное время, ночью она становится тёмно-бурой с многочисленными темными разводами и крапинками.

### Распространение и среда обитания
Населяет Мадагаскар и соседние острова Нуси-Бе и Мингабе.
Живёт в лесах, где держится на стволах крупных деревьев. Может планировать с ветки на ветку, поддерживаемый оттопыренными кожными складками на боках тела.

### Питание
Охотится на всевозможных мелких беспозвоночных, а также небольших ящериц.

## Бахромчатый плоскохвостый геккон и человек
Вид редок из-за сокращения площади тропических лесов.
Охраняется в национальных парках Исалу и Монтань-д’Амбр и в нескольких заповедниках на Мадагаскаре.